# هاكر رانك
هاكر رانك (بالإنجليزية: HackerRank)‏ هي شركة تقنية تركز على تحديات البرمجة التنافسية لكلٍ من المستهلكين والشركات، حيث يتنافس المطورون من خلال حلٍ لتحدٍ ما وفقًا للمواصفات المقدمة، ويمكن حل تحديات البرمجة الخاصة بـ هاكر رانك في مجموعة متنوعة من لغات البرمجة (بما في ذلك جافا سكريبت، سي++، بي إتش بي، بايثون، إس كيو إل) وتوسيع مجالات علوم الحاسوب المتعددة.

## التاريخ
في يوليو ( تموز ) 2015 ، تلقت هاكر رانك تمويلًا قدره 7.5 مليون دولار من صندوق تكنولوجيا التابع لشركة ريكرويت اليابانية
في 13 فبراير ( شباط ) 2018، أعلنت شركة هاكر رانك أنها جمعت 30 مليون دولار في تمويل السلسلة C، بقيادة أسهم جي إم أي [الإنجليزية]
في ديسمبر ( كانون الأول ) 2019، استحوذ هاكر رانك على Mimir، وهي خدمة قائمة على السحابة توفر أدوات لتدريس دورات علوم الحاسوب.
يتم استخدام Mimir من قبل جوجل وبعض الجامعات بما في ذلك جامعة ولاية ميشيغان وجامعة كاليفورنيا وجامعة ولاية أوريغون وجامعة بيردو.

## مجالات علوم الحاسوب
توفر هاكر رانك للمطورين البرمجة بالعديد من اللغات المختلفة مثل سي++ وبايثون وجاوة وروبي وسويفت وغيرها الكثير، يصنف هاكر رانك معظم تحديات البرمجة الخاصة بهم في عدد من مجالات علوم الحاسوب الأساسية، بما في ذلك:
- قاعدة البيانات: تتضمن تعلم إدارة قواعد البيانات وصيانتها
- بنية البيانات: تتضمن التعرف على أنواع مختلفة من هياكل البيانات المتاحة وكيفية استخدامها.
- الرياضيات: مشاكل رياضية جديدة صعبة.
- الذكاء الاصطناعي: يتضمن تطوير روبوتات الذكاء الاصطناعي واستخدامها ضد الآخرين.
- الخوارزميات: التحديات الخوارزمية التقليدية.
- البرمجة الوظيفية: استخدم تجريدات البرمجة الوظيفية لحل التحديات.
- تعلم الآلة: استخدم النمذجة والتحليل التنبؤيين لحل التحديات.

## وصلات خارجية
الموقع الرسمي